# 带宽 (计算机)
带宽（英語：bandwidth）在计算机领域中是指可用或耗用的信息量比特率，通常以测得的每秒数量表示。带宽包括网络带宽、数据带宽、数字带宽等。
该“带宽”的定义与信号处理、無線通訊、调制解调器数据传输、数字通信和电子学中的带宽相反，在那些领域中带宽表示以赫兹测量的信号带宽，意味着满足信号功率中良好信号定义水平的可用最低与最高频率之范围。
而可达成的实际比特率不仅取决于信号带宽，也取决于信道上的噪声。

## 网络带宽容量
术语“带宽”有时指网络比特率（也称峰值比特率、信息速率或物理层可用比特率）、信道容量或数字通信系统中逻辑或物理通信路径的最大吞吐量。例如，带宽测试即为测试计算机网络的最大吞吐量。链路可承载的最大速率受到通信系统的香农定理信道容量的限制，其取决于以赫兹为单位的带宽和信道上的噪声。

## 网络带宽消耗
以位元/秒为单位表示的带宽也可能指实现吞吐或有效吞吐的耗用带宽，即通过通信路径成功传输的数据平均速率。该含义适用于概念与技术，例如带宽整形、带宽管理、带宽节流、带宽上限、带宽分配（例如带宽分配协议和动态带宽分配）等等。比特流的带宽与平均消耗的信号带宽（以赫兹为单位。表示比特流的模拟信号的平均频谱带宽）经研究为成比例。
信道带宽可能与有效的数据吞吐量（或有效吞吐）混淆。例如，一个x bps的信道可能不以x速率发送数据，它可能因为协议、加密或其他因素而显著增加开销。举例来说，许多使用传输控制协议（TCP）的互联网流量的每次传输都需要三次握手。尽管在许多现代实现中协议已经更高效，但那与最简单、基本的协议相比仍增加了不少开销。另外，数据封包可能丢失，这进一步降低了有效的数据吞吐量。一般来说，任何有效率的数字通信都以帧协议为形式，开销和有效吞吐取决于它的实现。有效的吞吐量必定小于或等于信道实际容量+实现开销。

## 渐进带宽
渐进带宽（asymptotic bandwidth），正式用法为渐进吞吐量（asymptotic throughput），是测量一个网络对一个贪婪源的最大吞吐量，例如当消息大小（每秒从信息源发来的数据包数量）接近无穷大时。
渐进带宽通常以经由网络发送大量的极大消息来估算。与其他端到端吞吐量不同，渐进带宽以每秒传输位元测量。

## 多媒体带宽
数字带宽也可能指多媒体数据压缩（信源编码）后的多媒体比特率或平均码率，它的定义为数据总量除以时长。

## 网络托管带宽
在网站托管服务中，带宽有时被用来描述在特定时间段从或向网站/服务器传输的数据量。例如，单月内的累积消耗“带宽”，实际为传输的数据总量。每月或特定周期内的最大传输数据量实际是指最大传输总额。
ISP的最终用户也可能有类似情况，特别是在网络容量有限的条件下（例如正在开发中的互联网连接，或者无线网络区域；例如蜂窝流量或教育网）。

## 互联网连接带宽
下表显示了常见互联网接入技术的最大带宽（物理层网络比特率）。
| 56 kbit/s     | 调制解调器 / 拨号连接     |
| 1.5 Mbit/s    | ADSL Lite                 |
| 1.544 Mbit/s  | T1/DS1                    |
| 2.048 Mbit/s  | E1 / E-carrier            |
| 4 Mbit/s      | ADSL1                     |
| 10 Mbit/s     | 以太网                    |
| 11 Mbit/s     | 无线802.11b               |
| 24 Mbit/s     | ADSL2+                    |
| 44.736 Mbit/s | T3/DS3                    |
| 54 Mbit/s     | 无线802.11g               |
| 100 Mbit/s    | Fast Ethernet             |
| 155 Mbit/s    | OC3                       |
| 600 Mbit/s    | 无线802.11n               |
| 622 Mbit/s    | OC12                      |
| 1 Gbit/s      | 千兆以太网                |
| 1.3 Gbit/s    | 无线802.11ac              |
| 2.5 Gbit/s    | OC48                      |
| 5 Gbit/s      | USB 3.0                   |
| 9.6 Gbit/s    | OC192                     |
| 10 Gbit/s     | 10吉比特乙太網路、USB 3.1 |
| 40 Gbit/s     | Thunderbolt 3             |
| 100 Gbit/s    | 100吉比特以太网           |

更多细节另见：
- 電腦裝置頻寬列表
- 比特率